# Kantharos
En kantharos (flertal kantharoi, græsk κάνθαρος) er et græsk keramisk drikkekar. Det har to oprette hanke, som er højere end karret. 